# Sokolniška linija
Sokolniška linija (rusko Соко́льническая ли́ния, IPA: [sɐˈkolʲnʲitɕɪskəjə ˈlʲinʲɪjə], prej Kirovsko-Frunzenska (Ки́ровско-Фру́нзенская) (Linija 1; Rdeča linija) je linija Moskovske podzemne železnice. Odprta je bila leta 1935 in je najstarejša linija sistema. Na njej je trenutno 27 odprtih postaj. Leta 2024 je bila linija dolga 47 km in s tem najdaljša v Moskovski podzemni železnici.

## Zgodovina
Linija je prva formalna linija sistema in zgodovina njenega sistema se na splošno prekriva z zgodovino prvih stopenj razvoja Moskovske podzemne železnice. Namenjena je bila presekanju Moskve po osi severovzhod-jugozahod, začenši v parku Sokolniki in nadaljevaje skozi Komsomolski trg ter nato vzdolž glavnih mestnih prometnih vozlišč: Rdeča vrata, Kirovska, trg Lubjanka in Manežni trg. Od tam je vodila ločena veja na ulico Arbat in pozneje Kijevsko železniško postajo, ki je leta 1938 postala Arbatsko-Pokrovska linija in leta 1958 Filjovskaja linija. Preostali del Frunzevske veje je potekal ob kremeljskem zahodnem obzidju vzdolž Ruske državne knjižnice do mesta bodoče Palače Sovjetov na obrežju reke Moskve in se končal blizu parka Gorkega.
Čeprav je najboljša stalinistična arhitektura in zgodnejši poskusi Art déco ponos Moskovske podzemne železnice, so postaje prve stopnje zelo daleč od njih. Namesto njih imajo zelo klasičen okus, ki se lepo ujema z neoklasično atmosfero sredine 30. let 20. stoletja. Drži tudi, da je celotna gradnja teh zgodnjih postaj dovolila, da so se iz njih razvile palače 40. in 50. let. Večina teh postaj je zdaj uradno uvrščena kot arhitekturna dediščina.
V drugi polovici 50. let med gradnjo Frunzenskega radija je sledil nadaljnji razvoj. Linija se je leta 1957 raztegnila v rajon Hamovniki in dosegla Stadion Lužniki, leta 1959 pa je dosegla Državno univerzo v Moskvi na Vrabčjih hribih. To je terjalo prečenje reke Moskve s kombiniranim cestno-železniškim mostom, vključno s postajo na njem. Postaja Vrabčji hribi je bila sicer zaradi nujnosti rekonstrukcije leta 1984 zaprta in je bila ponovno odprta šele leta 2002. Frunzenski radij je bil dokončan leta 1964 s zadnjo razširitvijo v nove spalne skupnosti vzdolž prospekta Vernadskega v jugozahodni Moskvi.
Na nasprotnem koncu sta bili dve razširitvi: ena leta 1965 čez reko Jauzo (prav tako čez odprti most) na trg Preobraženskega in še ena leta 1990 v rajon Bogorodskoje.